# Bukolos (Vater des Sphelos)
Bukolos (altgriechisch Βουκόλος Boukólos) ist eine Person der griechischen Mythologie.
Er erscheint in Homers Ilias als Vater des Sphelos und Großvater des Iasos, des Anführers der Athener im Troianischen Krieg.